# Trochosa joshidana
Trochosa joshidana là một loài nhện trong họ Lycosidae.
Loài này thuộc chi Trochosa. Trochosa joshidana được Kyukichi Kishida miêu tả năm 1909.